# Back in Time
Singles de Pitbull
Name of Love
(2012) Dance Again
(2012)
Back in Time est une chanson du rappeur américain Pitbull, sortie le 26 mars 2012. C'est le 1er single extrait de la bande originale du film Men in Black 3. Le titre contient un sample du tube des années 1950 Love Is Strange de Mickey & Sylvia. Le site web d’hébergement de vidéos musicales Vevo utilise ce clip vidéo pour sa promotion.

## Clip vidéo
Le clip vidéo d'une durée de 3 minutes et 32 secondes, sort le 21 avril 2012 sur le site de partage vidéo YouTube. Le rappeur Pitbull apparait dans le clip avec des extraits de Men in Black 3, donnant l'impression que le rappeur se situe dans les mêmes décors que le film. La vidéo fait également la promotion de la nouvelle Ford Taurus.

## Liste des pistes
- Téléchargement digital

1. Back in Time' – 3:25

- CD single

1. Back in Time – 3:25
2. Back in Time (Extended Mix) – 4:47

## Classement hebdomadaire
| Classement (2012)                       | Meilleure position |
| --------------------------------------- | ------------------ |
| Allemagne (Media Control AG)            | 5                  |
| Australie (ARIA)                        | 4                  |
| Autriche (Ö3 Austria Top 40)            | 1                  |
| Belgique (Flandre Ultratop 50 Singles)  | 8                  |
| Belgique (Wallonie Ultratop 50 Singles) | 9                  |
| Canada (Hot 100)                        | 4                  |
| Danemark (Tracklisten)                  | 21                 |
| Espagne (PROMUSICAE)                    | 35                 |
| France (SNEP)                           | 2                  |
| France (Club 40)                        | 15                 |
| Hongrie (Single Top 40)                 | 2                  |
| Hongrie (Dance Top 40)                  | 9                  |
| Hongrie (Rádiós Top 40)                 | 6                  |
| Japon (Hot 100)                         | 18                 |
| Irlande (IRMA)                          | 17                 |
| Mexique (Airplay)                       | 41                 |
| Nouvelle-Zélande (RMNZ)                 | 10                 |
| Pays-Bas (Single Top 100)               | 88                 |
| Roumanie (Top 100)                      | 39                 |
| Tchéquie (IFPI Rádio)                   | 3                  |
| Royaume-Uni (UK Singles Chart)          | 21                 |
| Royaume-Uni (UK R&B Chart)              | 5                  |
| Suisse (Schweizer Hitparade)            | 6                  |
| États-Unis (Hot 100)                    | 11                 |
| États-Unis (Pop Airplay)                | 14                 |
| États-Unis (Rap Songs)                  | 20                 |

### Certifications
| Pays      | Organisme  | Certification | Vente   |
| --------- | ---------- | ------------- | ------- |
| Allemagne | BVMI       | Platine       | 300 000 |
| Australie | ARIA       | 3 × Platine   | 210 000 |
| Autriche  | IFPI       | Platine       | 30 000  |
| Danemark  | IFPI       | Or            | 15 000  |
| Mexique   | (Amprofon) | Platine       | 60 000  |
| Suisse    | IFPI       | Platine       | 30 000  |

|}

## Historique de sortie
| Pays      | Date         | Format                 |
| --------- | ------------ | ---------------------- |
| Monde     | 26 mars 2012 | Téléchargement digital |
| Allemagne | 25 mai 2012  | CD single              |